# Cynthia Micas
Cynthia Micas (Berlino, 2 febbraio 1990) è un'attrice e doppiatrice tedesca.

## Biografia
Cynthia Micas è figlia di madre tedesca e padre mozambimbicano.
Dal 2009 al 2013 ha studiato recitazione presso l' Universität der Künste Berlin.

## Filmografia

### Televisione
- Schloss Einstein - serie TV (2004-2006)
- 14º Distretto - serie TV (2012)
- Beste Bescherung - film TV - regia di Rainer Rauffmann (2013)
- Ultima traccia: Berlino - serie TV (2013)
- Alles Klara - serie TV (2013)
- Squadra speciale Lipsia - serie TV (2017)
- Squadra Speciale Stoccarda - serie TV (2018)
- Professor T.  - serie TV (2019)
- Bring mich nach Hause - film TV - regia di Christiane Balthasar (2021)
- Der Bergdoktor (2022)
- Doppelhaushälfte - serie TV (2022)
- Barbari (2022)
- Maxton Hall - Il mondo tra di noi - serie TV (3 episodi) (2024)

## Doppiaggio
- Espella Cantabella in Il professor Layton vs Phoenix Wright: Ace Attorney

## Doppiatrici italiane
Nelle versioni in italiano delle opere in cui ha recitato, Cynthia Micas è stata doppiata da:
- Angela Brusa in Maxton Hall - Il mondo tra di noi